# Колібрі-коронет зелений
Колі́брі-коронет зелений (Boissonneaua flavescens) — вид серпокрильцеподібних птахів родини колібрієвих (Trochilidae). Мешкає в Андах.

## Опис

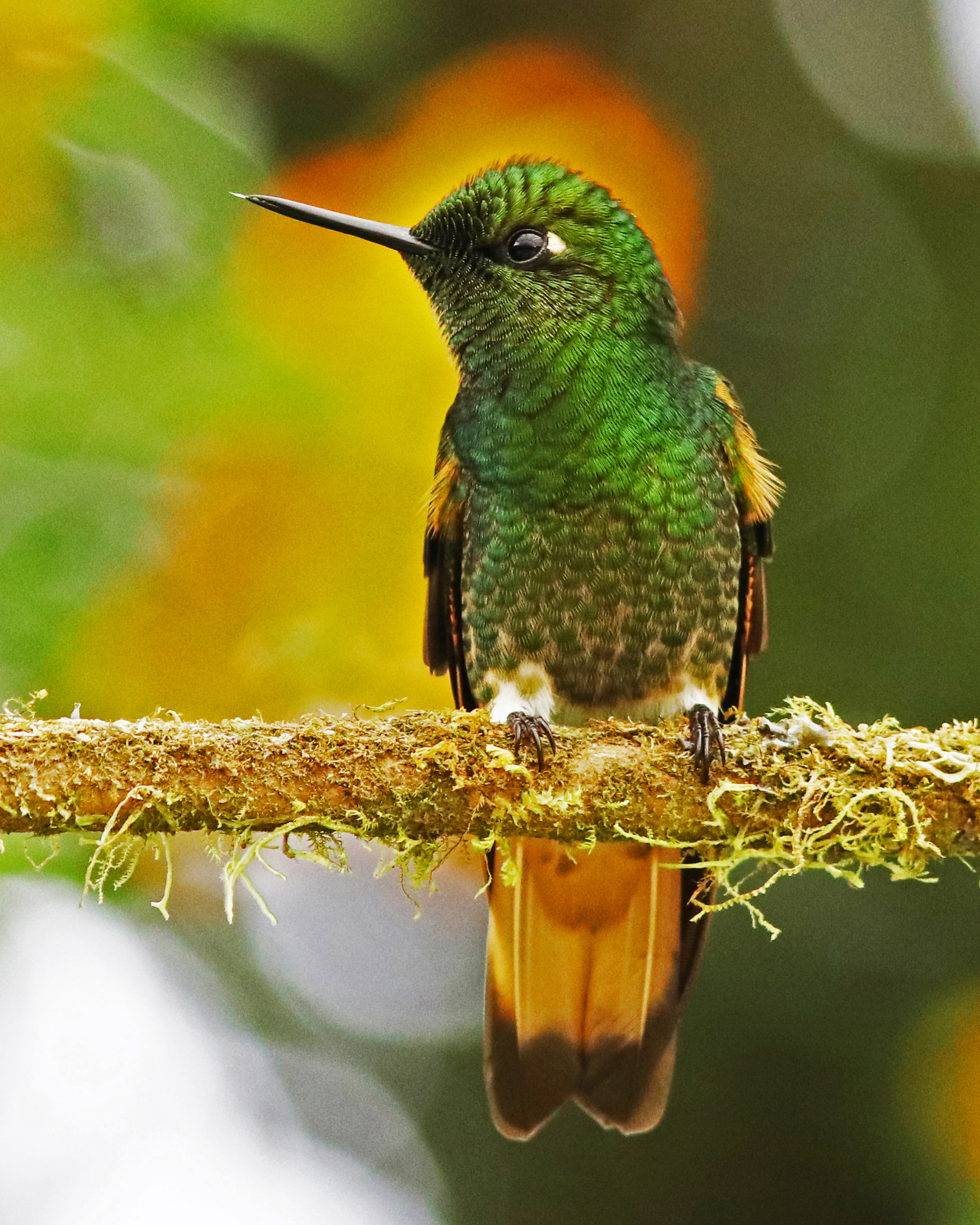
Зелений колібрі-коронет

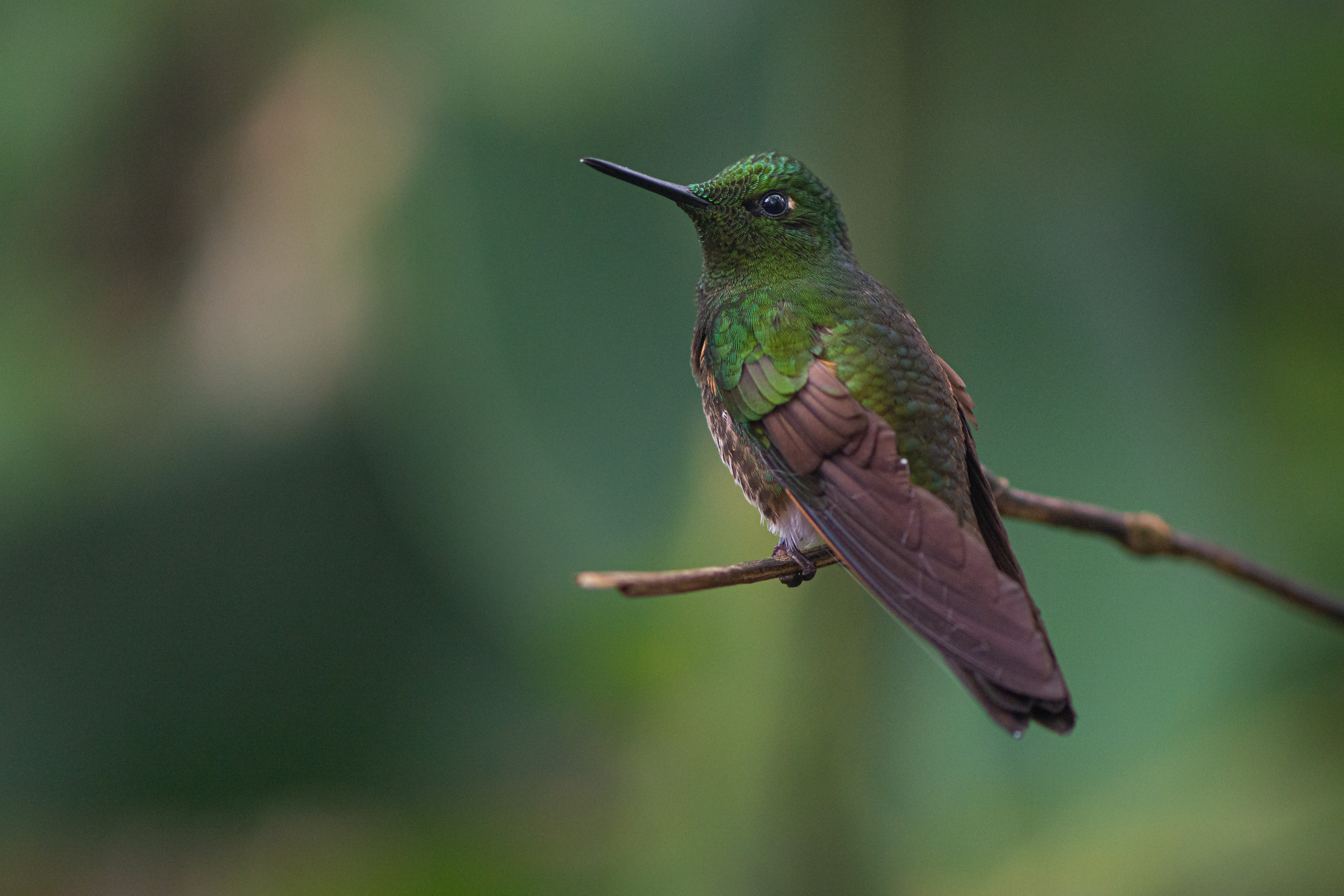
Зелений колібрі-коронет

Довжина птаха становить 11-11,4 см, вага 7,3-8,8 г. Самиці мають переважно темно-зелене забарвлення, живіт у них охристий, поцяткований зеленими плямами. Нижні покривні пера крил коричнюваті, помітні в польоті. Центральні стернові пера бронзові, решта охристі з бронзовими кінчиками і краями. Лапи покриті білим пуховим пір'ям. За очима білі плямки. Дзьоб прямий, відносно товстий, довжиною 16-18 мм.
У самиць нижня частина тіла більш охриста, а хвіст менш бронзовий. У представників підвиду B. f. tinochlora охристі частини в оперенні є більш коричнюватими, а бронзові кінчики стернових пер більш широкі.

## Підвиди
Виділяють два підвиди:
- B. f. flavescens (Loddiges, 1832) — Анди на заході Венесуели (Кордильєра-де-Мерида) і в Колумбії;
- B. f. tinochlora Oberholser, 1902 — Анди на крайньому південному заході Колумбії і східні схили Еквадорських Анд (на південь до Котопахі), також локально на східних схилах Еквадорських Анд (на схилах вулкану Сумако[en]).

## Поширення і екологія
Зелені колібрі-коронети мешкають у Венесуелі, Колумбії і Еквадорі. Вони живуть у вологих гірських, хмарних і карликових лісах та у високогірних чагарникових заростях. Зустрічаються на висоті від 2000 до 3500 м над рівнем моря. Ведуть переважно осілий спосіб життя.
Зелені колібрі-коронети живляться нектаром квітучих рослин з родів Cavendishia, Palicourea, Disterigma і Huilaea, яких шукають в кронах дерев і в середньому ярусі лісу, а також комахами, яких ловлять в польоті. Захищають кормові території. При живленні птахи чіпляються лапами за суцвіття. Гніздування у зелених колібрі-коронетів триває з листопада по березень. Гніздо чашоподібне, робиться з моху і лишайників. прикріплюється до гілки, на висоті від 3 до 10 м над землею. В кладці 2 яйця.